# Edigar Mão Branca
Edigar Mão Branca, nome artístico de Edigar Evangelista dos Anjos (Macarani, 14 de janeiro de 1959) é um cantor, músico e compositor de música junina e de raiz com mais de uma dezena de discos lançados, e político brasileiro, havendo sido deputado federal pela Bahia.

## Biografia
Filho de Exupério Evangelista dos Anjos e Ridalva Viana Brito, moravam em Lodo das Jegas (região de "Mata Fria"), zona rural de Macarani, até quando o filho Edigar contava seis anos e a família se mudou para Itapetinga. Cursou o primário no Grupo Escolar Nair D'Esquivel Jandiroba, e o curso médio no Ginásio Agroindustrial e Centro Educacional Alfredo Dutra, onde participou do movimento estudantil e grupos de teatro, além de trabalhar em emissora de rádio. Ganhou o apelido que hoje é seu nome artístico graças ao vitiligo que lhe afeta as mãos.
No final da década de 1970 foi para São Paulo onde trabalhou como músico em estabelecimentos da noite; de volta a Itapetinga, retorna aos trabalhos artísticos em rádio, e à música, à qual se dedicou integralmente no chamado "circuito do forró" e de música regional no sertão baiano.
Conquistando público e respeito, recusou contrato com várias gravadoras para não alterar seu estilo que o fizera um ídolo no interior da Bahia.

## Carreira política
Filiado em 2003 ao Partido Verde, presidiu a legenda em Itapetinga; concorreu em 2006 a uma vaga como deputado federal, ficando com a suplência, vindo a assumir no ano seguinte graças ao afastamento de Geddel Vieira Lima, que se afastara da função para ocupar o ministério no segundo governo de Luiz Inácio Lula da Silva.
Na Câmara foi ativo, criando a "Frente Parlamentar em Defesa da Música” e participando de algumas comissões parlamentares, e em 2008 fez aprovar de sua autoria o "Programa Nacional de Fomento à Produção e à Comercialização da Mandioca e de seus Derivados"; no ano seguinte foi escolhido como vice-líder de seu partido no parlamento.
Ganhou projeção nacional graças à polêmica causada pelo uso de chapéu de couro, típica de vaqueiro do sertão baiano, que Mão Branca ostentava no parlamento; com isto o então presidente da casa Arlindo Chinaglia anunciara que publicaria um ato normativo disciplinando a indumentária dos parlamentares a fim de coibir o deputado com seu chapéu; o caso ganhou repercussão à época e várias manifestações de apoio. Mão Branca reagiu com o projeto de lei 782/2007, que o beneficiaria neste caso, onde tornaria facultado o uso do adereço em estabelecimentos públicos ou privados.
No pleito municipal de 2012 Mão Branca concorreu à prefeitura da cidade de Vitória da Conquista, não obtendo êxito por conseguir somente 2,87% dos votos. Ele trocara seu domicílio eleitoral da cidade de Itapetinga, onde havia concorrido também sem sucesso à prefeitura em 2008 (quando teve meros 400 votos mais ou menos); nesta cidade, em sua candidatura a deputado federal de 2006, conseguira expressivos cinco mil votos — perdidos com a mudança domiciliar. Em 2016 lançou-se candidato a vice-prefeito de Conquista, em chapa encabeçada por Jean Fabrício Falcão.

### Envolvimento no escândalo das passagens aéreas
Mão Branca, que assumira a vaga na Câmara dos Deputados por ser suplente do então deputado Geddel Vieira Lima que fora nomeado ministro, teve divulgado pela imprensa em 2009 que mantinha como "funcionário fantasma" em seu gabinete ao piloto particular daquele, dentro do caso que ficou conhecido como "Escândalo das passagens aéreas".
Após ter seu nome envolvido entre os deputados que malversaram a cota de passagens aéreas, o Ministério Público Federal pediu à justiça que o ex-deputado devolvesse a importância de R$ 97.713,63.

## Musicografia
Com diversos trabalhos gravados, Mão Branca compôs sucessos regionais como "Benza à Deus", "Coisa gostosa", "Festa de argolinha", "Gabiraba", "Igaporã", "Lua, sol e forró", "No deserto do meu peito", 
"Rabo de boi", "Raparigando", "Recado ao presidente (com Anchieta Dali)", "Reisado a São José" e "Sãojoãozinho pela Bahia".
Lançou mais de dez discos, que começaram em 1998 com o independente "Estradante"; no ano seguinte foi a vez de "Imbruiada", feito pela gravadora "Velas".